# Spilogona taheensis
Spilogona taheensis är en tvåvingeart som beskrevs av Ma och Xiaolong Cui 1992. Spilogona taheensis ingår i släktet Spilogona och familjen husflugor.
Artens utbredningsområde är Heilongjiang (Kina). Inga underarter finns listade i Catalogue of Life.